# Штарцах
Штарцах (њем. Starzach) општина је у њемачкој савезној држави Баден-Виртемберг. Једно је од 15 општинских средишта округа Тибинген. Према процјени из 2010. у општини је живјело 4.499 становника. Посједује регионалну шифру (AGS) 8416050.

## Географски и демографски подаци
Штарцах се налази у савезној држави Баден-Виртемберг у округу Тибинген. Општина се налази на надморској висини од 526 метара. Површина општине износи 27,8 km². У самом мјесту је, према процјени из 2010. године, живјело 4.499 становника. Просјечна густина становништва износи 162 становника/km².

## Међународна сарадња
| Мјесто | Држава    | Врста сарадње | Од    |
| ------ | --------- | ------------- | ----- |
|        | Француска | партнерство   | 1992. |
| Извор  |           |               |       |